# Grigore Muru
Grigore Muru (n. 15 august 1956) este un fost deputat român în legislatura 1996-2000, ales în județul Gorj pe listele partidului PNȚCD. Grigore Muru a fost validat ca deputat pe data de 5 septembrie 2000 și l-a înlocuit pe deputatul Mihail Nică. 